# Метель (Лев Толстой)
«Мете́ль» — рассказ Льва Николаевича Толстого, написан и опубликован в 1856 году.

## Сюжет
Повествование рассказа ведется от лица автора, который, будучи проездом в Области Войска Донского около Новочеркасска, садится в сани и вместе с ямщиком и мальчишкой Алешкой выезжает со станции в седьмом часу вечера. Начинается метель. Через четверть часа путники теряют след от дороги. Проплутав какое-то время, не найдя ни одного верстового столба, они решают поворотить назад. Вскоре, повернувших назад путешественников, обгоняют почтовые тройки, звук от их бубенчиков кажется главному персонажу «необыкновенно поразительным» и «странно хорошим» в пустынной глухой степи. Ямщик поворачивает сани обратно, стремясь проехать по свежему следу, оставленному почтовыми тройками. Спустя три версты дорогу опять становится не различить. Пытаясь помочь ямщику найти след от дороги, главный герой отходит от саней, теряя их из виду, и чуть было не пропадает в метели. Отчаявшись найти след от дороги, путники решают положиться на чутье лошадей, в надежде, что те вывезут их назад. Вдруг слышится знакомый звон — это почтовые тройки едут обратно. Путники решают держаться за ними. Но вскоре герои подмечают, что едут по кругу — почтовые тройки также сбились с пути. Несмотря на это, путники продолжают следовать за ними. Тем временем метель усиливается и навевает дрему на рассказчика. Очнувшись, он становится поражен холодным и ярким светом восходящей луны. Голос советчика из вторых саней, спорящего с Игнатом, — ямщиком ведущей тройки, — напоминает рассказчику голос Федора Филиппыча, старого буфетчика. Рассказчик видит сон: Федор Филлипыч мешает дворовым, которые тащат рояль из флигеля, командует и кричит. Затем рассказчик видит себя молодым, жарким днем идущим к пруду. Рассказчик пытается заснуть, но ему мешают удары валька со мокрому белью, смех и говор купающихся людей. Тогда он решает искупаться, но слышит торопливые шаги и испуганные голоса крестьян. Оказалось, что в пруду утонул прохожий мужик. Федор Филиппыч вместе с кучерами вытаскивают неводом труп крестьянина. Рассказчика будит звон бубенчиков, просыпаясь он слышит, как его ямщик договаривается с Игнатом, чтобы тот взял барина к себе. Пересев к Игнату, рассказчик снова засыпает. Проснувшись утром он обнаруживает, что сани вместе с лошадьми занесены снегом, невдалеке виднелся верстовой столб. Проехав полверсты, путники завидели дом. Ямщикам поднесли водки. Конец путешествия дался легко. Метель кончилась. В воздухе чувствовалась приятная и легкая прохлада. Тройки бежали быстро и скоро доехали до станции.

## История

### Обстоятельства создания
24 января 1854 года Толстой возвращался с Кавказа домой, в Ясную Поляну. Дневниковая запись от 27 января 1854 г. гласит: "24 в Белогородцевск[ой], 100 [верст] от Черк[асска], плутал целую ночь. И мне пришла мысль написать рассказ «Метель».
Из записи того же дня: «<Смешно сказать, что> Ничто так не порадовало меня и не напомнило мне Россию дорогой, как обозная лошадь, которая, сложив уши, несмотря на раскаты саней, галопом старалась обогнать мои сани». По мнению редакторов и комментаторов 3 тома Полного собрания сочинений Льва Николаевича Толстого в 90 томах, эти строки «представляются тоже связанными с замыслом „Метели“, объясняющими, с одной стороны, те места рассказа, где особенно тщательно выписаны фигуры лошадей, а с другой — ту главу, где автор, под влиянием охватившей его дремоты, переносится мысленно в Россию, в свое именье, в среду близких ему лиц».
2 февраля 1856 года Толстой записывает в дневнике: "Завтра привожу в порядок бумаги, пишу письма Пелагее Ильинишне и старосте и набело «Метель», обедаю в шахматном клубе и всё пишу еще «Метель…»

### Публикация
Рассказ «Метель» был напечатан в № 3 «Современника» за 1856 г.
В журнальном тексте рассказа, помимо орфографических ошибок и опечаток, были «странные места»: «Впереди, на одном же расстоянии, убегают передовые тройки» (гл. V, стр, 128, строка 7), которые впоследствии приходилось оставлять из-за отсутствия рукописи рассказа и корректур.
Последующие издания (Стелловского 1864 и др.), по мнению составителей ПСС, привнося новые ошибки, ухудшали текст рассказа.

## Оценки современников
И. С. Тургенев в письме к С. Т. Аксакову от 27 февраля 1856 г. назвал рассказ «превосходным». В ответном письме С. Т. Аксаков писал: «Скажите, пожалуйста, графу Толстому, что „Метель“ превосходный рассказ. Я могу об этом судить лучше многих: не один раз испытал я ужас зимних буранов и однажды потому только остался жив, что попал на стог сена и в нем ночевал». А. И. Герцен считал, что рассказ «Метель» — это «чудо».